# Joseph P. Kennedy III
Pour les articles homonymes, voir Joseph Kennedy (homonymie).
Joseph Patrick Kennedy III, dit Joe Kennedy, né le 4 octobre 1980 à Boston,, est un homme politique américain, membre du Parti démocrate et représentant du Massachusetts au Congrès des États-Unis de 2013 à 2021. 
Il est membre de la famille Kennedy.

## Biographie

### Enfance
Né dans le quartier de Brighton à Boston (Massachusetts), Joe Kennedy est élevé avec son frère jumeau Matthew Rauch Kennedy, dit Matt. Joe et Matt sont membres de la famille Kennedy, puissante famille démocrate américaine d'origine irlandaise. Ils sont les fils de Joseph P. Kennedy II, les petits-fils du sénateur des États-Unis pour l'État de New York et ancien procureur général des États-Unis Robert Francis Kennedy,, ainsi que les petits-neveux du 35e président des États-Unis, John Fitzgerald Kennedy.
Joe Kennedy est immergé dans le monde politique dès l'enfance. En 1980, année de sa naissance, ses parents travaillent pour la campagne présidentielle du sénateur américain Ted Kennedy, également membre du clan Kennedy. Le père de Joe est élu au Congrès en 1986. Son mariage avec sa femme Sheila Brewster Rauch est affaibli à cause de la pression de la vie politique. Ils divorcent en 1991. Les jumeaux passent ainsi une partie de leur jeunesse entre Brighton et Cambridge.

### Études à Stanford et Harvard
Après avoir été diplômé de Buckingham Browne & Nichols à Cambridge, dans le Massachusetts, Kennedy s'inscrit à l'université Stanford avec son frère Matt. Il se spécialise dans les sciences de gestion et l’ingénierie. Le fait qu'il ne boive pas d'alcool lui a valu le surnom de « berger », par ses coéquipiers de crosse qui lui commandaient des verres de lait lorsqu'ils faisaient la fête dans des bars. Il eut comme camarade de chambre à Stanford le futur joueur de la NBA, Jason Collins.
Après avoir obtenu son diplôme en 2003, Kennedy devient membre du Corps de la paix. Parlant couramment espagnol, il travaille dans la province de Puerto Plata, en République dominicaine, de 2004 à 2006. En 2009, il est diplômé de droit à la faculté de droit de Harvard.

### Chambre des représentants des États-Unis (2013-2021)
Il démissionne de son poste de procureur début 2012 pour se présenter aux élections législatives et succéder au représentant Barney Frank qui part à la retraite. Il gagne facilement la nomination démocrate et est élu au poste de représentant du 4e district du Massachusetts le 6 novembre 2012, battant le candidat républicain Sean Bielat, avec 60 % des voix. Il prête serment en janvier 2013 et devient membre du Comité de la Chambre sur l’Énergie et le Commerce. Il est réélu au Congrès sans discontinuer jusqu'en 2020.
En janvier 2018, il est désigné par le Parti démocrate pour répondre au discours de Donald Trump sur l'État de l'Union. Dans son allocution, il défend les sans-papiers en espagnol et critique la politique sociale du président.
Candidat aux primaires démocrates pour le siège de sénateur du Massachusetts, il n'est pas candidat à sa réélection. Le démocrate Jake Auchincloss remporte son siège lors des élections de 2020.

### Échec à la candidature au Sénat des États-Unis (2020)
En septembre 2019, il annonce sa candidature à l'investiture du Parti démocrate pour le siège de sénateur des États-Unis pour le Massachusetts face au sortant Ed Markey. Le 2 septembre 2020, il est battu par Ed Markey lors de la primaire démocrate.

### Envoyé spécial en Irlande du Nord
En décembre 2022, le président Joe Biden le nomme envoyé spécial en Irlande du Nord.

### Vie privée
Il épouse, à Corona del Mar en Californie, le 1er décembre 2012, l'avocate en politique de santé Lauren Anne Birchfield (née le 21 septembre 1984). Ils se sont rencontrés à la faculté de droit de Harvard lors de cours enseignés par Elizabeth Warren. Ils ont deux enfants, Eleanor et James.
Début 2018, avec une fortune estimée à 18 millions de dollars, il est la 22e fortune du Congrès des États-Unis.

## Prises de position
En mars 2017, il prend clairement position en faveur de l'Obamacare, attaquant frontalement le président de la Chambre des représentants Paul Ryan, la majorité républicaine et indirectement le président Donald Trump, ces derniers souhaitant l'abrogation de cette assurance santé. Le 24 mars 2018, il participe à la March For Our Lives, mouvement lancé par des élèves survivants de la tuerie de Parkland qui lutte pour une meilleure régulation des armes à feu.

## Historique électoral

### Chambre des représentants
| Année | Joseph Kennedy III | Rép    | Ind   | Aucun  |
| ----- | ------------------ | ------ | ----- | ------ |
| Année |                    |        |       |        |
| 2012  | 59,3 %             | 34,8 % | 2,9 % | —      |
| 2014  | 72,1 %             | —      | —     | 26,3 % |
| 2016  | 70,1 %             | 29,8 % | —     | —      |
| 2018  | 97,7 %             | —      | —     | 2,3 %  |